# 발티스카야역 (모스크바 중앙 순환선)
발티스카야역(러시아어: Балтийская)은 모스크바 지하철 모스크바 중앙 순환선의 역이다.

## 환승
발티스카야 역은 자모스크보레츠카야 선의 보이콥스카야 역으로 간접 환승이 가능하다.